# Outlast
Outlast (с англ. — «Пережить») — компьютерная игра в жанре survival horror от первого лица, разработанная и выпущенная компанией Red Barrels для Windows в 2013 году. Позднее были выпущены версии игры для macOS, Linux, PlayStation 4, Xbox One и Nintendo Switch. Действие Outlast происходит в обветшалой психиатрической больнице. В лечебнице герой-журналист сталкивается с кровожадно настроенными безумцами. В отличие от многих подобных игр, игровой персонаж не имеет оружия, не умеет драться и вынужден убегать и прятаться от преследующих его врагов. В 2017 году была выпущена вторая часть игры — Outlast 2.

## Игровой процесс
Игрок выступает в роли журналиста Майлза Апшера, управление которым производится от первого лица. С собой Майлз носит блокнот, в который в течение игры вносит заметки, и видеокамеру. Поскольку Майлз обычный человек, не владеющий никаким оружием, видеокамера — единственный предмет, который можно использовать. Он также не может драться.
Камера оснащена прибором ночного видения, без которого по плохо освещенной лечебнице просто невозможно передвигаться. При использовании прибора ночного видения камера начинает быстро разряжаться, что заставляет игрока постоянно искать разбросанные повсюду батарейки.
Игровой процесс включает в себя решение несложных головоломок, скрытное перемещение, а также моменты, в которых необходимо убегать от своих преследователей, преодолевая различные препятствия, и скрываться в темноте, шкафчиках для одежды, под кроватями и в других укромных местах. В игре у главного героя нет союзников, не считая отца Мартина и одного пациента, который преследует и помогает вам в течение всей игры.

## Сюжет
1945 год. Американские спецслужбы проводят операцию «Скрепка», транспортируя в США учёных из нацистской Германии для работы в клинике Маунт-Мэссив.
1967 год. В лечебнице происходит инцидент: трое учёных убиты неизвестным пациентом.
1972 год. Глава ЦРУ Ричард Хелмс приказывает уничтожить все документы, связанные с клиникой Маунт-Мэссив. Уцелело лишь несколько бумаг.
2013 год. Журналист Майлз Апшер получает сообщение по электронной почте, автором которого является сотрудник компании Меркофф, который сообщает ему о незаконных экспериментах в клинике. Майлз решает отправиться туда для репортажа.
Игра начинается с того, что мы видим от лица Майлза, как он подъезжает к клинике на своей машине. В нескольких десятках метров от лечебницы глушится радио, которое работало в машине. Майлз подъезжает ко входу, проверяет наличие письма, камеры с ночным видением и двух батареек. Подойдя к лечебнице, мы обнаруживаем, что лечебница не охраняется, все входы закрыты, а рядом стоят три бронемашины.
Проникнув в лечебницу через окно, Майлз видит весь ужас, происходящий в ней: повсюду разбросаны расчленённые трупы, а по коридорам бродят спятившие и изуродованные пациенты. В библиотеке Майлз находит едва живого солдата, который советует главному герою быстрее уходить. В одном из коридоров Майлза ловит бывший охранник лечебницы Крис Уокер, похожий на большого громилу-мутанта, и выкидывает его через окно во внутренний зал. Он также будет преследовать Майлза на протяжении почти всей игры. Майлз теряет сознание. Когда он приходит в себя, то видит перед собой священника отца Мартина, пропагандирующего культ божества Вальридера, который принимает его за апостола и говорит, что у Майлза есть особое предназначение.
Сначала Майлз пытается открыть ворота из диспетчерской и сбежать, но ему не позволяет сделать это отец Мартин: он усыпляет Майлза и оставляет в тюремном блоке. Там Майлз видит написанное кровью послание с указанием следовать по кровавому следу. В этом же месте Майлз впервые встречает Близнецов, которые решают, как будут его убивать. Однако они понимают, что убивать сразу будет невежливо по отношению к отцу Мартину, который говорил им не трогать Майлза. Ещё раз встретив Криса Уокера, Майлзу удается от него скрыться, пробраться в блок «D», оттуда добраться до душевой и проникнуть в канализацию. Там героя ещё раз пытается убить Крис, но Майлзу удаётся открыть два вентиля, спустить воду и покинуть канализацию.
Вскоре за героем начинает гнаться множество пациентов. Кто-то спускает подъёмник, тем самым «спасая» Майлза. Спустившим подъёмник человеком оказывается врач Ричард Трагер — садист, использующий пациентов для своих извращённых хирургических опытов. Он приковывает Майлза к инвалидной коляске и отрезает указательный палец на правой руке и безымянный на левой, после чего уходит. Майлзу удаётся освободиться и найти ключ от лифта. Во время спуска на героя опять нападает Трагер, но оказывается зажатым между лифтом и полом, от чего умирает. После этого Майлз встречает Мартина, который хочет встретиться с ним, но для этого необходимо выйти во двор лечебницы. Путь туда перекрыт огнём, который развёл пироманьяк в кафетерии. Майлзу удаётся открыть два крана и активировать систему пожаротушения (сделать это ему опять мешает Крис). Во дворе герой впервые встречает Вальридера, но тот лишь пугает Майлза и не трогает его. Там же Майлз опять встречает Криса, но убегает от него и проникает в женское отделение через окно.
Там он встречает Мартина, который рассказывает, как до него добраться. Для этого Майлзу нужен ключ, открывающий доступ на верхние этажи. Чтобы получить ключ, нужно собрать три предохранителя из соседних комнат. Сделать это мешают сумасшедшие пациенты. Майлзу удаётся собрать предохранители и получить ключ, но во время прыжка он случайно роняет камеру. Потратив ещё больше времени, Майлзу удаётся проникнуть на нижние этажи и достать свою разбитую камеру. После этого Майлз возвращается в административный корпус из начала игры. Чтобы пройти в часовню, необходим ключ от лестницы, взять который нужно в театре. Сделать это герою мешают Близнецы. Добыв ключ, Майлз проходит в часовню и становится свидетелем распятия и самосожжения отца Мартина, который просит, чтобы Майлз записал процесс его смерти на камеру. Перед смертью Мартин также говорит, что починил лифт и что герой теперь может покинуть ужасающую лечебницу. Ключ от лифта лежит перед Майлзом. Покинув часовню, Майлз в очередной раз натыкается на Криса, но опять уходит от него.
Вскоре Майлз узнает, что под лечебницей располагается научная лаборатория Меркофф. Лифт отвозит Майлза не к выходу, а гораздо ниже, именно туда. Исследуя лабораторию, он натыкается на таинственный темный сгусток, похожий на туман, который преследует его и убивает попавшегося под руку Криса, после чего скрывается. Майлз движется дальше и находит учёного — доктора Рудольфа Вернике, который рассказывает о проекте «Вальридер» и о Билли — единственном выжившем в ходе экспериментов подопытном, который и управляет одноимённым загадочным сгустком. После этого он просит репортера убить Билли, отключив подачу воды и электричества в капсулу с физическим телом. После того как работа сделана, Вальридер начинает избивать героя, подбрасывает на большую высоту, но в итоге исчезает. Репортер падает, ломая ногу, и с трудом пытается покинуть лабораторию.
В дверях на выходе его встречает доктор Вернике в окружении спецназа и приказывает расстрелять журналиста. Майлз падает, после чего раздаётся испуганный возглас доктора: «Он стал носителем!» — далее слышны крики, стрельба солдат и звуки, издаваемые Вальридером, которым стал сам Майлз (это становится понятно из анализа подобранных документов).

## Продолжения

### Outlast: Whistleblower
29 октября 2013 года на сайте Red Barrels появилось сообщение о том, что готовится дополнение к игре под названием Whistleblower. Игрокам предстоит играть за Вейлона Парка — человека, который рассказал Майлзу Апшеру об опытах в лечебнице. Игрокам предстоит увидеть те страшные эксперименты, которые проводились над больными и увидеть то самое восстание безумцев. Выход DLC состоялся 6 мая 2014 года на PC и PS4 в Америке и 7 мая 2014 года на PS4 в Европе.

### Outlast 2
29 октября 2015 года Red Barrels опубликовала тизер Outlast 2. Релиз игры состоялся 25 апреля 2017 года для PC, PlayStation 4 и Xbox One.

### The Outlast Trials
The Outlast Trials была анонсирована в октябре 2019 года. Игра является приквелом к предыдущим двум играм. Действия игры разворачиваются во времена холодной войны, когда корпорация Меркофф проводит свои чудовищные эксперименты на подопытных людях. В отличие от первых двух игр, The Outlast Trials имеет поддержку кооперативной игры и лишь косвенно затрагивает сюжет. Релиз игры в раннем доступе состоялся 18 мая 2023 года.

## Отзывы
| Сводный рейтинг       | Сводный рейтинг          |
| Агрегатор             | Оценка                   |
| --------------------- | ------------------------ |
| GameRankings          | PC: 79,95 % PS4: 77,16 % |
| Metacritic            | 80/100                   |
| Иноязычные издания    |                          |
| Издание               | Оценка                   |
| Edge                  | 9/10                     |
| GameSpot              | 7/10                     |
| IGN                   | 7,8/10                   |
| Русскоязычные издания |                          |
| Издание               | Оценка                   |
| Absolute Games        | 80 %                     |

Игра получила преимущественно положительные отзывы от критиков. На сайте-агрегаторе Metacritic средняя оценка игры составляет 80 баллов из 100 на основании 35 рецензий; на сайте GameRankings игра имеет 79,95 % на основании 37 рецензий.
Игра была представлена на выставке Electronic Entertainment Expo 2013 и стала победителем в номинациях «Most Likely to Make you Faint» и «Best of E3». Лучшая игра 2013 года в номинации «Ужасы» по версии журнала «Игромания».
Игровой сайт Rock, Paper, Shotgun похвалил игру за наглядное представление, насколько игры могут быть страшными.
Обозреватель с сайта IGN Марти Слива оценил игру на 7,8 баллов, положительно отметив геймплей, однако раскритиковав качество моделей и окружения.
В своем отзыве портал Absolute Games отметил, что игра реально пугает.
Игра победила в номинации «Ужасы года» (2013) журнала «Игромания».
Летом 2018 года, благодаря уязвимости в защите Steam Web API, стало известно, что точное количество пользователей сервиса Steam, которые играли в игру хотя бы один раз, составляет 2 813 619 человек.